# Сіба Кокан
Сіба Кокан (1747 — 19 листопада 1818) — японський художник, гравер періоду Едо.

## Життєпис
Походив з роду Андо. Народився 1747 рокув столиці сьогунату — Едо. Отримав ім'я Кітіро. замолоду виявив хистдо малювання. 1762 року поступив до художньої школи Кано, але залишивши її через 6 років. Художник також зазнав впливу Со Сісекі. 
1769 року він перейшов в учні до Судзукі Харунобу, освоїв техніку укійо-е. Після смерті вчителя він продовжував випускати гравюри під його ім'ям. Сучасні історики мистецтва відзначають відмітний каліграфічний стиль підпису помилкового Харунобу, використання перспективи в західному стилі і дещо менш тонкі фігури в роботах «Харунобе» (Кокана).
Зоештою прийняв ім'я Судзукі Харусіґе і продовжував працювати в манері Харунобу, зображуючи красунь. Найвідоміша серія його гравюр, зроблена в 1771 році, носить назву «Сніг, місяць і квіти». Це образне втілення краси пір року, які змінюють один одного, а в філософському сенсі — краси взагалі. Люди і природа — основна тема цієї вишуканої, лірично-вишуканої серії.
Незважаючи на те, що Сіба Кокан володів найрізноманітнішими стилями, він також був і великим новатором, який освоював нові техніки і користувався ними. Поступово можливості укійо-е перестали задовольняти творчі потреби художника і він став вивчати китайську живопис (жанр «птахи і квіти») з його прагненням до передачі перспективи і яскравих фарб. Згодом він зацікавився західним мистецтвом, вивчаючи його по роботах японського художника західного стилю Хіраґа Ґенная.
Деякий час в Наґасакі, де спілкуючись з голландцями, вивчив їхню мову, щоб мати можливість читати першоджерела і глибше осягнути прийоми голландського живопису. Так, він вивчив європейський спосіб гравюрування на мідній пластині. Став першим японським художником, який в 1783 році першим використовував техніку глибокого друку в своєму творі під назвою «Вид на Мімегури». Однією з основних тем гравюри на міді були пейзажі, в яких Сіба Кокан використовував нові для себе прийоми побудови зображення: перспективу і світлотіньове моделювання форми.
Змінивши власний стиль, він прийняв нове ім'я, яке уславило його — Сіба Кокан. Він став не лише шанувальником нового стилю, але і закликав до глибокого вивчення європейських наук і мистецтв. Художник випустив масу гравюр в новому стилі, став малювати маслом, випускати книги, які популяризували західне мистецтво.
Крім творчої діяльності Сіба Кокан вивчав ранґаку цікавився зокрема астрономією. Видав в Японії праці Миколи Коперника з власними ілюстраціями. 1796 року виконав гравюру на міді у вигляді планісфери, де зобразив мапу світу. На думку дослідників, вона йомвірно була копією мапи, що задекілько років перед тим була надрукована в Амстердамі.
Одним з учнів Сіба Кокана був Хокусай.

## Пам'ять
На його честь названо астероїд.